# Ladislav Švanda
Ladislav Švanda (ur. 14 kwietnia 1959 w Pradze) – czeski biegacz narciarski reprezentujący Czechosłowację, brązowy medalista olimpijski oraz brązowy medalista mistrzostw świata.

## Kariera
Startował na igrzyskach olimpijskich w Calgary. Wraz z Václavem Korunką, Pavlem Bencem i Radimem Nyčem zdobył tam brązowy medal w sztafecie 4 × 10 km. We wszystkich swoich indywidualnych startach na tych igrzyskach plasował się w drugiej dziesiątce. Zajął 19. miejsce w biegu na 15 km stylem klasycznym, 17. miejsce w biegu na 30 km techniką klasyczną oraz 15. miejsce na dystansie 50 km techniką dowolną. Ani wcześniej, ani później nie startował na igrzyskach.
Startował także na mistrzostwach świata w Oberstdorfie w 1987 r. W swoim najlepszym indywidualnym starcie na tych mistrzostwach, w biegu na 50 km stylem dowolnym zajął 9. miejsce. Wraz z kolegami z reprezentacji zajął także 4. miejsce w sztafecie. Ponadto wystąpił na mistrzostwach świata w Lahti w 1989 r. Zdobył tam swój drugi medal w karierze zajmując wspólnie z Radimem Nyčem, Martinem Petrásekiem i Václavem Korunką trzecie miejsce w sztafecie.
Najlepsze wyniki w Pucharze Świata osiągnął w sezonie 1984/1985, kiedy to zajął 25. miejsce w klasyfikacji generalnej. Nigdy nie stanął na podium zawodów Pucharu Świata. W 1989 r. zakończył karierę.

## Osiągnięcia

### Igrzyska olimpijskie
| Miejsce | Dzień     | Rok  | Miejscowość | Konkurencja             | Czas biegu | Strata  | Zwycięzca            |
| ------- | --------- | ---- | ----------- | ----------------------- | ---------- | ------- | -------------------- |
| 17.     | 15 lutego | 1988 | Calgary     | 30 km stylem klasycznym | 1:24:26,3  | +4:18,8 | Aleksiej Prokurorow  |
| 19.     | 19 lutego | 1988 | Calgary     | 15 km stylem klasycznym | 41:18,9    | +2:22,0 | Michaił Diewiatjarow |
| 3.      | 22 lutego | 1988 | Calgary     | Sztafeta 4 × 10 km      | 1:43:58,6  | +1:24,1 | Szwecja              |
| 15.     | 27 lutego | 1988 | Calgary     | 50 km stylem klasycznym | 2:04:30,9  | +4:37,2 | Gunde Svan           |

### Mistrzostwa świata
| Miejsce | Dzień     | Rok  | Miejscowość | Konkurencja             | Czas biegu | Strata  | Zwycięzca        |
| ------- | --------- | ---- | ----------- | ----------------------- | ---------- | ------- | ---------------- |
| 13.     | 12 lutego | 1987 | Oberstdorf  | 30 km stylem klasycznym | 1:24:30,1  | +7:01,0 | Thomas Wassberg  |
| 4.      | 15 lutego | 1987 | Oberstdorf  | Sztafeta 4 × 10 km      | 1:38:04,6  | +1:50,7 | Szwecja          |
| 9.      | 21 lutego | 1987 | Oberstdorf  | 50 km stylem dowolnym   | 2:11:27,2  | +5:53,4 | Thomas Wassberg  |
| 17.     | 18 lutego | 1989 | Lahti       | 30 km stylem klasycznym | 1:24:56,9  | +3:07,4 | Władimir Smirnow |
| 17.     | 20 lutego | 1989 | Lahti       | 15 km stylem dowolnym   | 40:39,6    | +1:46,1 | Gunde Svan       |
| 3.      | 24 lutego | 1989 | Lahti       | Sztafeta 4 × 10 km      | 1:40:12,3  | +1,4    | Szwecja          |

### Puchar Świata

#### Miejsca w klasyfikacji generalnej
- sezon 1981/1982: 61.
- sezon 1982/1983: 56.
- sezon 1984/1985: 25.
- sezon 1985/1986: 32.
- sezon 1986/1987: 39.
- sezon 1987/1988: 28.
- sezon 1989/1990: 43.

#### Miejsca na podium
Ladislav Švanda nigdy nie zajął miejsca na podium zawodów PŚ.